# Деминг (Нью-Мексико)
Деминг (англ. Deming) — город на юго-западе США, административный центр округа Луна штата Нью-Мексико. Население — 14 116 человек (перепись 2000).

## История
Город, основанный в 1881 году, был важным ввозным пунктом на американо-мексиканской границе до покупки Гадсдена в 1853 году. При основании город получил прозвище «Новый Чикаго», так как ожидалось, что с развитием железных дорог город будет бурно расти и напоминать Чикаго, штат Иллинойс.
Деминг был назван в честь Мэри Энн Деминг Крокер, жены Чарльза Крокера, одного из «Большой четвёрки», группы калифорнийских бизнесменов, стоявших у истоков образования железной дороги «Сентрал Пасифик».
В 1881 году в Деминге состоялось соединение железных дорог «Southern Pacific» и «Atchison, Topeka and Santa Fe Railway», что ознаменовало завершение строительства второй трансконтинентальной железной дороги в США.

## Климат
Деминг расположен в климатической зоне верхней части пустыни Чиуауа. Климат сухой, жаркий и ветреный. Летом температура часто превышает 37 °C, но высота (1310 м) и сухой воздух иногда делают летние дни более комфортными, чем можно было бы ожидать с учётом высокой температуры.
Большинство осадков выпадает в виде гроз и ливней в муссонный период в июле — сентябре. Иногда происходят небольшие наводнения. Весной часто бывает ветрено, случаются пыльные бури, которые иногда могут длиться несколько дней. Зимой выпадает снег, но обычно тает за день или два. Температура зимой иногда ночью опускается ниже нуля, но зимние дни, как правило, мягкие и солнечные.
| Показатель                                                   | Янв. | Фев. | Март | Апр. | Май  | Июнь | Июль | Авг. | Сен. | Окт. | Нояб. | Дек. | Год   |
| ------------------------------------------------------------ | ---- | ---- | ---- | ---- | ---- | ---- | ---- | ---- | ---- | ---- | ----- | ---- | ----- |
| Средний суточный максимум, °C                                | 14,1 | 16,8 | 20,4 | 24,8 | 29,8 | 34,9 | 34,8 | 33,4 | 30,9 | 25,7 | 18,9  | 13,9 | 24,9  |
| Средний суточный минимум, °C                                 | −3,3 | −1,3 | 1,3  | 4,9  | 9,4  | 14,8 | 18,2 | 17,4 | 13,6 | 6,9  | 0,5   | −2,9 | 6,6   |
| Норма осадков, мм                                            | 11,9 | 13,7 | 10,2 | 6,1  | 5,8  | 10,9 | 48,8 | 46,7 | 33   | 21,1 | 12,7  | 17   | 238,3 |
| Источник: Seasonal Temperature and Precipitation Information |      |      |      |      |      |      |      |      |      |      |       |      |       |

## Демография
По данным переписи населения 2000 года в Деминге проживало 14 116 человек, 3628 семей, насчитывалось 5267 домашних хозяйства и 6192 жилых дома. Средняя плотность населения составляла около 256,0 человек на один квадратный километр. Расовый состав Деминга по данным переписи распределился следующим образом: 69,66 % белых, 1,23 % — чёрных или афроамериканцев, 1,37 % — коренных американцев, 0,48 % — азиатов, 0,01 % — выходцев с тихоокеанских островов, 3,07 % — представителей смешанных рас, 24,19 % — других народностей. Испаноязычные составили 64,58 % от всех жителей.
Из 5267 домашних хозяйств в 34,9 % — воспитывали детей в возрасте до 18 лет, 49,0 % представляли собой совместно проживающие супружеские пары, в 15,5 % семей женщины проживали без мужей, 31,1 % не имели семей. 27,8 % от общего числа семей на момент переписи жили самостоятельно, при этом 15,7 % составили одинокие пожилые люди в возрасте 65 лет и старше. Средний размер домашнего хозяйства составил 2,63 человека, а средний размер семьи — 3,23 человека.
Население по возрастному диапазону по данным переписи 2000 года распределилось следующим образом: 30,9 % — жители младше 18 лет, 8,2 % — между 18 и 24 годами, 23,1 % — от 25 до 44 лет, 19,3 % — от 45 до 64 лет и 18,6 % — в возрасте 65 лет и старше. Средний возраст жителей составил 35 лет. На каждые 100 женщин в Деминге приходилось 89,7 мужчин, при этом на каждые 100 женщин 18 лет и старше приходилось 85,9 мужчин также старше 18 лет.
Средний доход на одно домашнее хозяйство составил 20 081 доллар США, а средний доход на одну семью — 23 030 долларов. При этом мужчины имели средний доход в 25 379 долларов США в год против 16 462 долларов среднегодового дохода у женщин. Доход на душу населения составил 10 943 доллара в год. 28,5 % от всего числа семей в городе и 32,9 % от всей численности населения находилось на момент переписи населения за чертой бедности, при этом 47,4 % из них были моложе 18 лет и 16,6 % — в возрасте 65 лет и старше.

## Фотогалерея

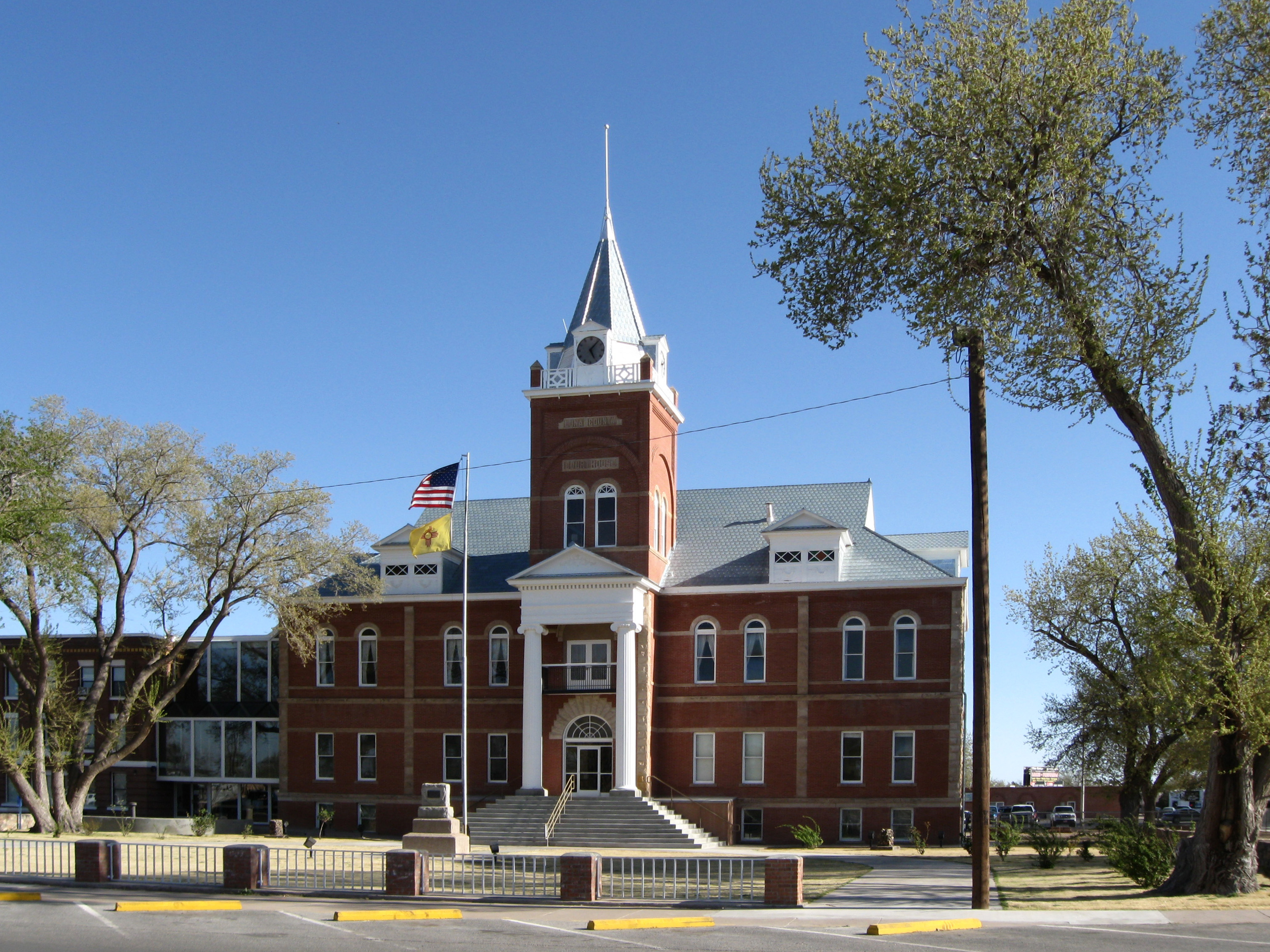
Здание окружного суда
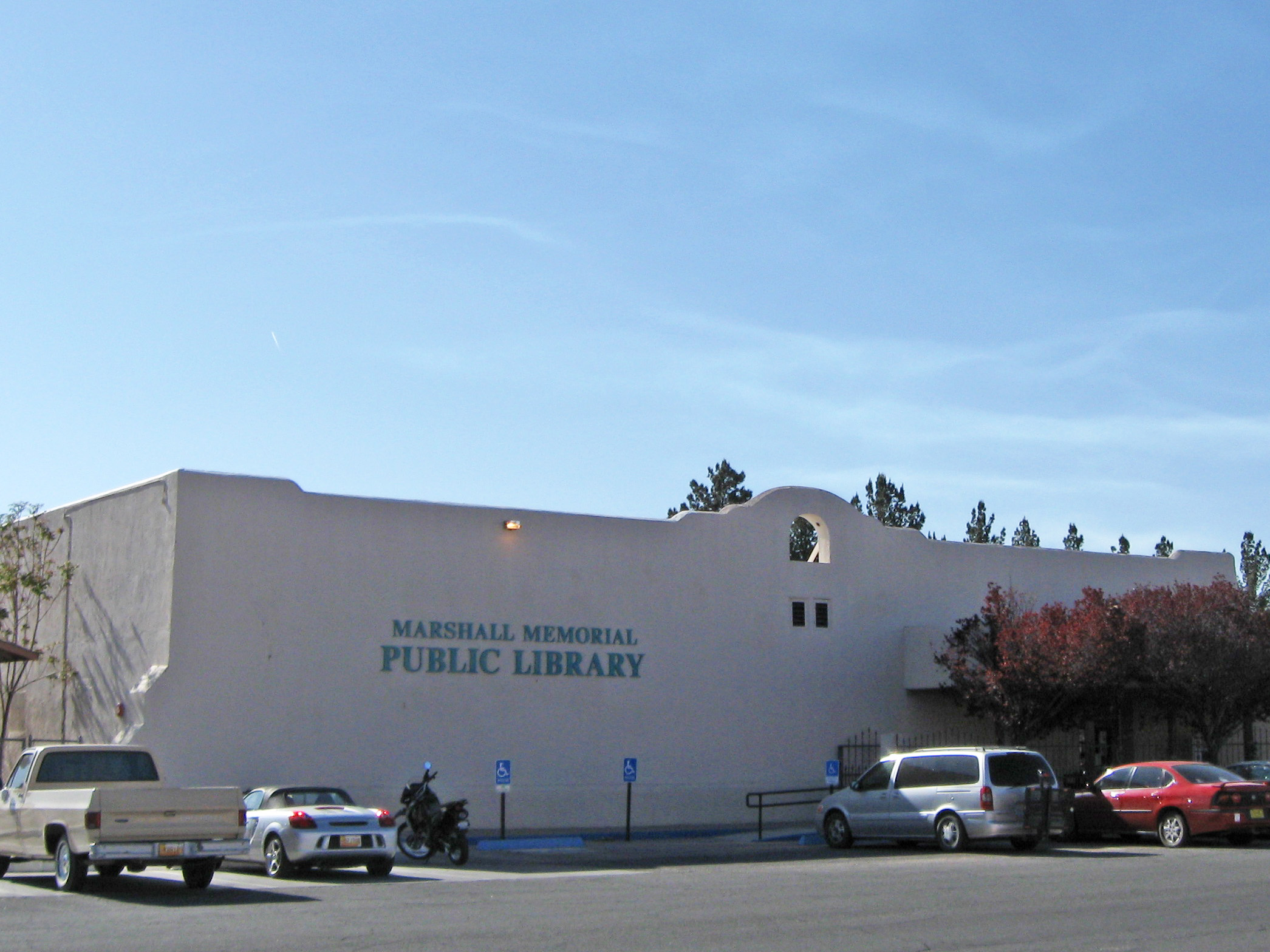
Библиотека
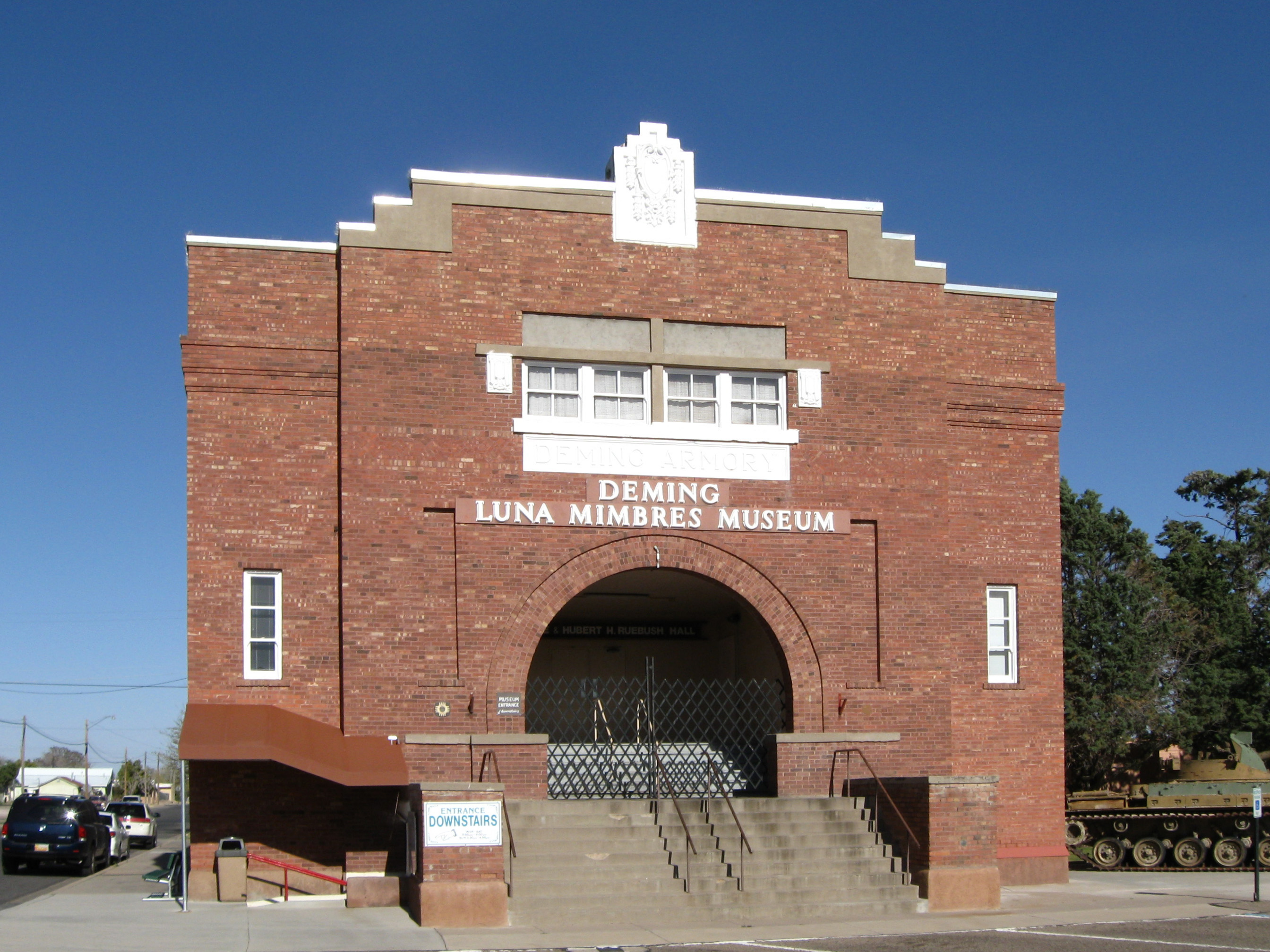
Музей Deming Luna Mimbres
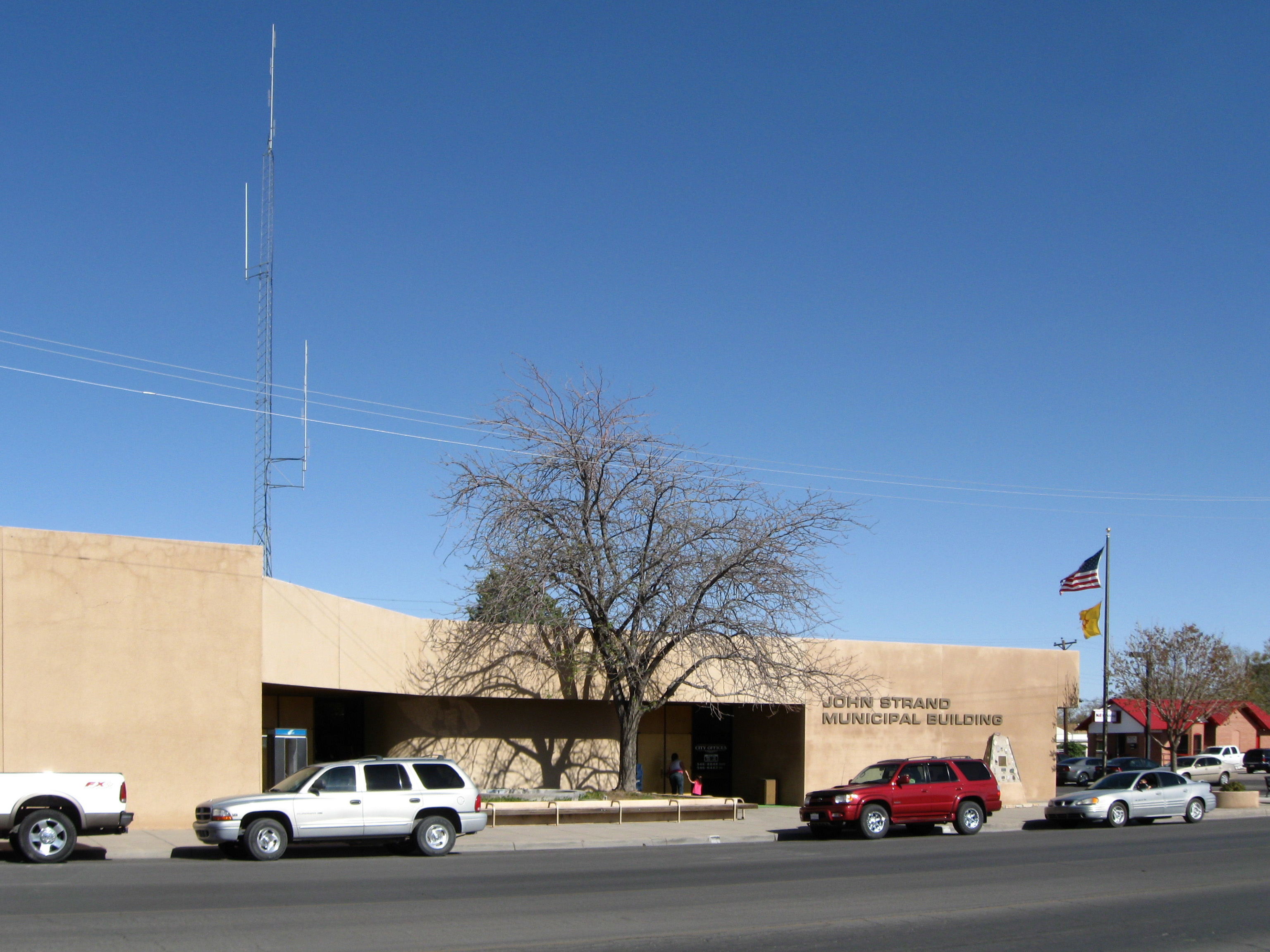
Здание городского совета